# زوجة الأب

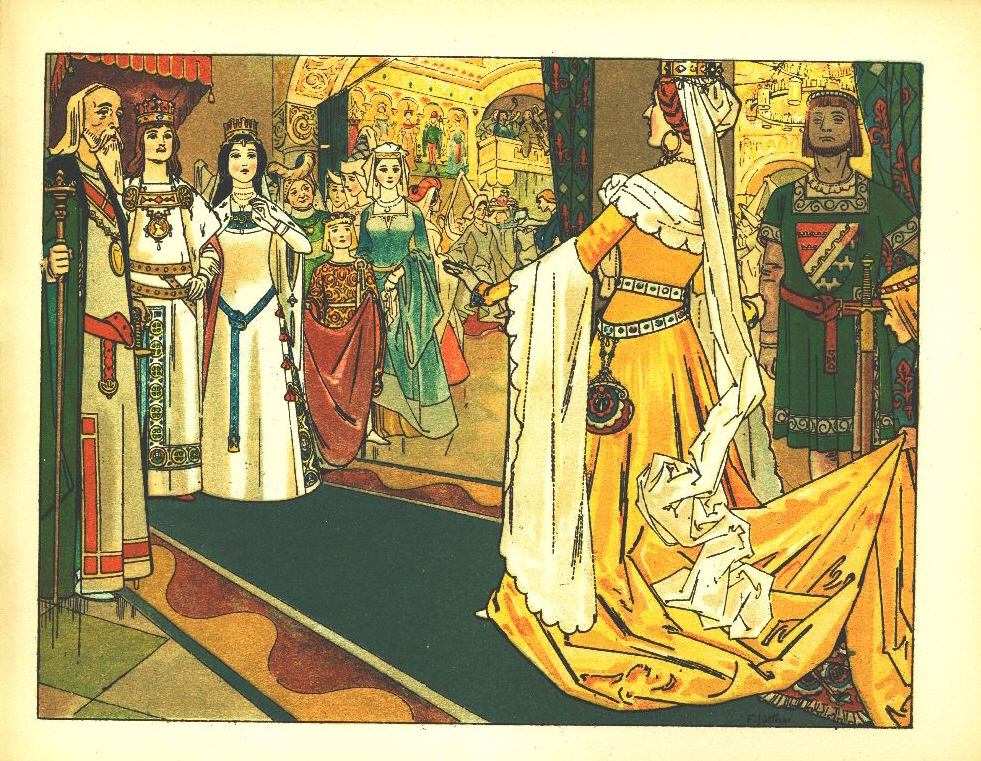

زوجة الأب أو الرَّابَّة هي المرأة التي تدخل الأسرة بالزواج من الأب. يُعرف الأطفال من الزيجات السابقة لزوجها (الذين لا تربطها بهم علاقة أخرى) بأطفال زوجها.

## حضارة
قد يواجه الآباء والأمهات غير المتزوجين (زوجات الأب بشكل أساسي) بعض التحديات المجتمعية بسبب وصمة العار التي تحيط بشخصية «زوجة الأب الشريرة». يشير موريلو إلى أن إدخال شخصية «زوجة الأب الشريرة» في الماضي يمثل إشكالية لأزواج الأبوين اليوم، لأنه أوجد وصمة عار تجاه زوجات الأب. يمكن أن يكون لوجود هذه الوصمة تأثير سلبي على احترام زوجات الأب لأنفسهن.